# 게르다 크리스토페르센
게르다 크리스토페르센(덴마크어: Gerda Christophersen, 1870년 3월 1일 ~ 1947년 3월 13일)은 덴마크의 배우이다.
1889년 코펜하겐 카지노 극장(Casino) 소속 배우로 데뷔했으며 1890년부터 1893년까지 덴마크 왕립극장 학교에 재학했다. 1894년부터 1900년까지 덴마크 왕립극장 소속 배우로 활동했고 1900년부터 1902년까지는 오르후스 극장 소속 배우로 활동했다.
1902년에는 코펜하겐 카지노 극장 소속 배우로 복귀했으며 1912년부터 1914년까지 덴마크 최초의 여자 연극 연출가로 활동했다. 1929년에는 덴마크 정부로부터 과학 예술 훈장을 받았다.